# AN/APG-65
AN/APG-65は、アメリカ合衆国のヒューズ社（現 レイセオン）が開発したレーダー。

## 概要
本機は、ノースロップ社とマクドネル・ダグラス社が開発したF/A-18 ホーネット戦闘爆撃機に搭載するために開発された。F/A-18の原型機であるノースロップ YF-17は、軽量の昼間戦闘機であり、これをアメリカ海軍の要求に沿う戦闘爆撃機として完成させるためには、高性能の火器管制レーダーの搭載が必須であった。AN/APG-65はその要請に従って1970年代後半より開発開始され、1983年から就役しはじめた。
先行してアメリカ空軍が整備していたF-16の搭載レーダーであるAN/APG-66は、F-16の鋭くとがった機首に収容できることを重視して小型に設計されており、優れた性能を備えてはいたものの、就役当初は、レーダー誘導の中距離空対空ミサイルを運用する能力は与えられていなかった。これに対し、海軍はAIM-7 スパローの運用能力を要求しており、開発にあたっては、これを実現することが重要であった。また、8目標を同時追尾する能力を持ち、これは、F-15に搭載された初期のAN/APG-63にはなかった能力であり、後に技術移転された。
レーダー方式はパルス・ドップラー・レーダーである。信頼性は極めて高く、平均故障間隔（MTBF）は100時間以上とされている。また、整備性を高めるために列線交換ユニットが導入されており、5つのユニットを含んでいる。

## 派生型

### APG-65 RUG I
改良型。ECCM能力強化、全天候攻撃能力改善、探知距離延長などが図られている。RUGはレーダーアップグレード（Radar Up Grade）の略。

### APG-65 RUG II
合成開口レーダー技術とハードウェア、ソフトウェアの改良により偵察能力を付加したもの。

### APG-65(V)2
アメリカ海兵隊のAV-8B+ ハリアーIIプラス攻撃機に搭載されたモデル。AV-8B+は、海兵隊が従来から運用してきたAV-8Bの全天候戦闘能力と防空能力を強化したもので、APG-65(V)2はその改修の最重点といえるものである。F/A-18が搭載していたモデルよりも小さなアンテナを備えている以外はほぼ同等の性能を有しており、AIM-120の運用も可能である。

### APG-65(GY)
ドイツ空軍のF-4FがICE（Improved Combat Efficiency, 戦闘効率改善）改修を受けた際に搭載したモデル。のちにギリシャ空軍のF-4Eにも搭載された。

## AN/APG-73
AN/APG-65の大幅な改良型でAN/APG-70およびAN/APG-71レーダーからの技術フィードバックを行っている。APG-73はAPG-65と同じアンテナと進行波管（TWT）トランスミッターを使用するが、レーダーデータプロセッサ、電源、受信機/励振器は新しくなっている。これにより帯域幅、および周波数の俊敏性が向上し、アナログ/デジタルサンプリングレートも高くなっている。また複数のゲートアレイを含むマルチチップモジュールを使用することにより、シグナルプロセッサのスループットは7.2 MOPSから60 MOPSに向上した。これらの改善によりAPG-73は良い解像度を実現し、新しいナビゲーション/グランドマップモードが追加され、ECCM能力も強化された。電源はソリッドステート化され、より良い電力変換を実現し、信頼性が大幅に向上した。また、プログラム可能デジタルシグナルプロセッサ（PSP）の組み込みにより、埋め込まれたソースコードやハードウェアなどの変更なしに、ソフトウェアのプログラム変更のみで迅速かつ低コストにシステムのカスタマイズが可能となった。既存のF/A-18のほか、F/A-18を全面的に改設計した発展型であるF/A-18E/F スーパーホーネットにも搭載されている。

### AN/APG-73 RUG I
1996年10月にフェーズIの全規模生産(FRP)が承認されたAPG-65レーダーからのアップグレード型。第1段階では、レーダーの処理速度とメモリが増加し、受信感度が向上、空対空検出範囲が拡大し、ECCM機能が向上している。

### AN/APG-73 RUG II
小型の慣性航法センサー（レーダー自身で航空機の動きを測定するため）、ストレッチ・ジェネレーター・モジュール、特別なテスト機器計装・偵察モジュールが追加された。これにより合成開口レーダーモードが追加され、またF-15EやU-2と同等の高解像度グラウンド・マッピング能力を得たとされている。1997年に海兵隊のF/A-18D(RC)に導入され、1999年に標準となった。

### AN/APG-79
AN/APG-73をベースに、アンテナをアクティブ・フェーズドアレイ（AESA）型に変更したもの。F/A-18E/F Block 2やEA-18Gに搭載されている。
旧称はAN/APG-73 RUGIII。

## 搭載機
- F/A-18A-D（AN/APG-65およびAN/APG-73）
- F/A-18E/F（AN/APG-73およびAN/APG-79）
- EA-18G（AN/APG-79）
- AV-8B+ ハリアーIIプラス（AN/APG-65(V)2）
- F-4F ICE（AN/APG-65(GY)）
- F-4E PI2000（AN/APG-65(GY)）